# المجلس الكوري للمرأة المجندة للاستعباد الجنسي في الجيش من قبل اليابان
المجلس الكوري للمرأة المجندة للاستعباد الجنسي في الجيش من قبل اليابان (عادة يذكر باسم المجلس الكوري) هو منظمة غير حكومية كورية مدافعة عن حقوق نساء المتعة الناجيات وممارسة تأثير الحكومة اليابانية لاتخاذ ردود أفعال من اعتذار وتعويض مادي شامل. منذ تأسيسه في عام 1990 كان المجلس الكوري يعمل على مستويين الوطني والعالمي. في داخل كوريا الجنوبية، كان المجلس يساعد نساء المتعة السابقات ويشجع الحكومة الكورية لحل تلك القضية. وفي الوقت نفسه، حمل المجلس عبء المسئولية على اليابان وطرح القضية لمنظمات حقوق الإنسان الدولية مثل لجنة الأمم المتحدة المتصلة بحقوق الإنسان ومؤتمر التضامن الأسيوي.  من ثم اهتمت حركات المجلس بشكل مباشر لاستعادة حقوق الإنسان الخاصة بضحايا الاستعباد الجنسي للجيش الياباني وفي طريقه منع ارتكاب جرائم في زمن الحرب ضد المرأة واحياء السلام بشكل موسع.

## تاريخ

### خلفية
نساء المتعة (بالكوري위안부) هن ضحايا الاستعباد الجنسي للجيش الياباني قبل وأثناء الحرب العالمية الثانية. من بين العدد التقديري لحوالي 200000 امرأة، جُندت منهن ما بين 80 إلى 90 بالمئة من كوريا؛ لوضعها تحت الاستعمار الياباني. ثمة 208 من الضحايا مسجلات في كوريا الجنوبية، رغم ذلك من المحتمل أن يكون هناك عدد غير معروف من الناجيات أكثر من ذلك.
بدأت قضية نساء المتعة في الظهور في أواخر عام 1980 بظهور الدمقرطة أي التحول إلى نظام ديمقراطي. وفي أجواء أكثر انفتاحًا، كانت هناك مجموعة من نساء مسيحيات بدأن في التساؤل عن قضية نساء المتعة. من ثم نفت الحكومية اليابانية تلك المزاعم في اشتراكها في التجنيد بإلقاء اللوم على مهربين يعملون لحساب خاص هادفين جمع معلومات خاصة بالائتلاف، مما أدى لبناء المجلس الكوري للمرأة المجندة للاستعباد الجنسي في الجيش من قبل اليابان في نوفمبر لعام 1990 بقيادة الزعيمين الكوريين يون تشانج اوك ولي هايو تشاي. وكان المجلس الكوري موحدًا لجُل مجموعات نسائية بما فيها الخط الساخن الخاص بالمرأة الكورية واتحاد الجمعيات النسائية الكورية، وبعضا من منظمات دينية مثل لجنة حقوق الإنسان البوذية والمجلس الوطني للكنائس.